# Amanikatašan
Amanikatašan je bila kraljica (kandake) Kraljestva Kuš, ki je vladala od okoli 62 do okoli 85 n. št.
Kraljica Amanikatašan se je v prvi judovsko-rimski vojni (66-73 n. št.) vojskovala na rimski strani. Rimljanom je na pomoč poslala svoje konjenike in zelo verjetno tudi lokostrelce.